# Decorația Regală „Nihil Sine Deo”
Decorația Regală „Nihil Sine Deo” este o decorație acordată de Casa Regală a României, al cărei suveran actual este Majestatea Sa Margareta, Custodele Coroanei. Decorația a fost instituită la 30 decembrie 2009 la Palatul Elisabeta prin ordinul Regelui Mihai I.
Decorația este destinată personalităților marcante din domeniile social, științific, educațional, cultural, spiritual, economic, politic și militar. Aceasta se acordă celor care au atins un număr respectabil de ani în profesia lor, au realizat performanțe de înalt nivel, au inițiat proiecte excepționale, s-au remarcat prin generozitate, responsabilitate și puterea exemplului personal, contribuind astfel la îmbogățirea societății românești.
Distincția poate fi oferită și ambasadorilor, români sau străini, care au contribuit semnificativ la dezvoltarea relațiilor internaționale ale României. De asemenea, poate fi acordată instituțiilor sau organizațiilor ale căror activități reflectă în mod unitar criteriile menționate.

Numărul maxim de deținători ai decorației, incluzând atât persoane, cât și instituții, este limitat la 200.

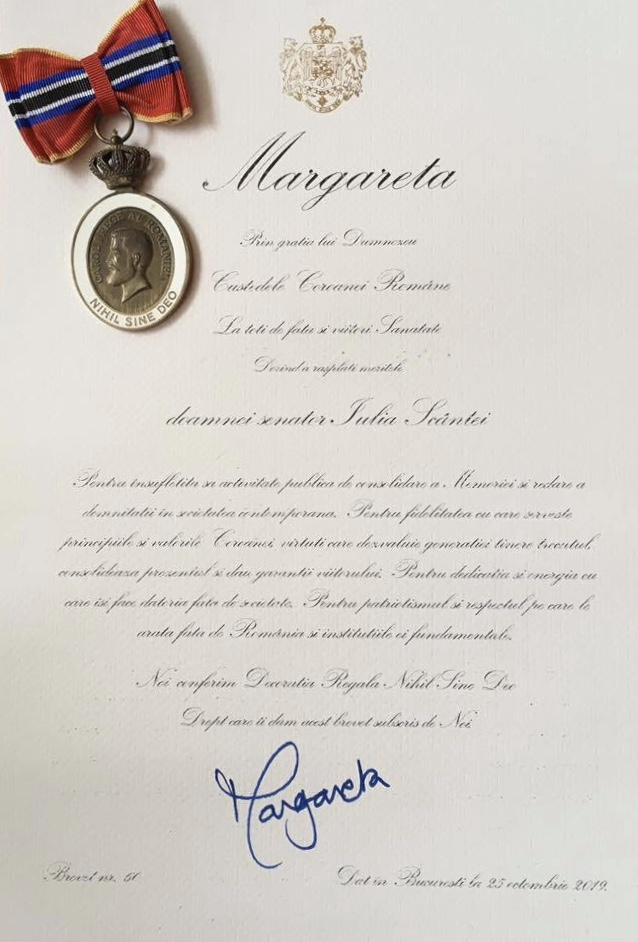
Diploma și decorația.

Decorația respectă tradiția distincțiilor create de Regele Carol I, fondatorul Casei Regale și al statului român modern. Ea simbolizează trăinicia, continuitatea, tradiția și legitimitatea istorică a Casei Regale a României.
Posesorii acestei decorații sărbătoresc anual Ziua Decorației pe 20 aprilie, data nașterii Regelui Carol I (1839) și ziua alegerii sale ca Domnitor al Principatelor Române Unite (1866). 
Posesorii decorației regale „Nihil Sine Deo” pot purta distincția doar cu ocazii speciale, în conformitate cu un cod vestimentar adecvat. Bărbații o pot purta la costum închis, smoking sau frac, iar femeile la taior, cu sau fără pălărie, precum și la rochii de zi sau de seară. Dacă decorația a fost conferită unei instituții sau organizații, aceasta nu poate fi purtată, ci doar expusă. Medalia nu este permisă în combinație cu ținute sport sau de zi cu zi.

## Descriere
Decorația regală „Nihil Sine Deo” este realizată din bronz suflat cu aur și email alb, având o formă ovală cu o lungime de 45 mm. În partea superioară, este prevăzută cu coroana regală și un anou.  

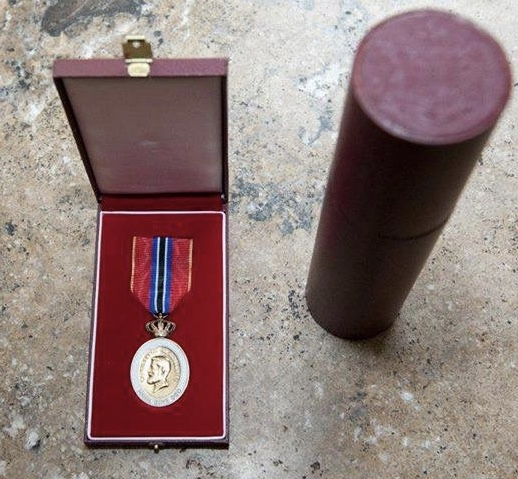
Cutia

Pe avers se află efigia istorică a Regelui Carol I, însoțită de inscripția circulară „CAROL I, REGE AL ROMÂNIEI”. Aceasta este încadrată de o bordură din email alb, pe care apare inscripția „NIHIL SINE DEO” în partea de jos.  
Reversul prezintă stema regală mare a României, împreună cu inscripția „1866-2025”. În viitor, noile serii de decorații vor purta anul emiterii, adăugat după „1866”.  
Panglica decorației este de culoare roșie, având pe margini două dungi subțiri galben-aurii și pe mijloc dungi albastre, albe și negre. Pentru bărbați, panglica are formă dreptunghiulară, iar pentru femei, este realizată sub forma unei funde cu nod.  
Decorația se poartă prinsă cu ac, asemenea unei broșe, pe partea stângă a pieptului.

## Persoane, instituții si organizații decorate
Anul 2010
1. Domnul Nicolae de Roumanie Medforth-Mills
2. Domnul Alexander Philips Nixon
3. Doamna Elizabeth Edholm-Fernström (Suedia)
4. Doamna Constanța Iorga
5. Domnul Ion Tucă
6. Profesorul Moshe Ydel (Israel)
7. ✝ Iolanda Balaș-Soter
8. ✝ Ivan Patzaichin
9. ✝ Cristian Țopescu
Anul 2011
10. ✝ Dinu C. Giurescu
11. Domnul Andrew Popper (Regatul Unit)
12. ✝ Simina Mezincescu
13. Profesorul Virgil Nemoianu (SUA)
14. Avocatul Adrian Vasiliu
15. ✝ Mihnea Constantinescu
16. ✝ Alma Redlinger
17. ✝ Valentin Gheorghiu
18. Dr Jonathan Eyal (Regatul Unit)
19. ✝ Solomon Marcus
20. Profesorul Mircea Martin
21. ✝ Virginia Zeani (SUA)
22. Domnul Victor Ciorbea
23. Arhiepiscopul Francisc-Javier Lozano, Nunțiu Apostolic (Vatican)
24. Domnul Ilie Năstase
25. ✝ Mihail Șora
26. Domnul Guy Pochelon (Elveția)
27. Alteța Sa Regală Principesa Elena a României
Anul 2012
28. Doamna Nelly Miricioiu (Regatul Unit)
29. ✝ Ion Caramitru
30. Academicianul Cristian Hera
31. Domnul Călin Popescu-Tăriceanu
32. Doamna Eugenia Moldoveanu
33. Doamna Maria Slătinaru-Nistor
34. Domnul Marian Petre Miluț
35. Domnul Horia Andreescu
36. Doamna Ana Blandiana
37. ✝ Romulus Rusan
38. Academicianul Ionel Haiduc
39. Academicianul Mugur Isărescu
40. Doamna Angela Gheorghiu
41. Doamna Mariana Mihuț
42. Doamna Dana Deac
Anul 2013
43. Avocatul Michael Flaks (Elveția)
44. Alteța Sa Principesa Anne de Ligne (Belgia)
45. Domnul Victor Rebengiuc
46. Dr. Raed Arafat
47. Marchizul Olivier de Trazegnies (Belgia)
48. Domnul Cristian Badea
49. ✝ Vladimir Zamfirescu
50. Domnul Gheorghe Hagi
51. Domnul Dan Grigore
52. ✝ Lucia Stanescu
53. ✝ Radu Beligan
54. Universitatea Națională de Educație Fizică și Sport București
55. Universitatea de Științe Agronomice și Medicină Veterinară din București
56. Academia de Studii Economice din București
57. ✝ Carmen Stănescu
58. ✝ Olga Tudorache
59. ✝ Mitropolitul Nicolae al Banatului
60. ✝ Stela Popescu
61. Doamna Maia Morgenstern
62. ✝ Lucian Pintilie
63. Asociația Foștilor Deținuți Politici
64. Universitatea Politehnică din București
65. Societatea Română de Radiodifuziune
66. ✝ Frédéric Mitterrand (Franța)
Anul 2014
67. Agenția Națională de Știri AGERPRES
68. Domnul David Esrig (Israel)
69. Universitatea din București
70. Universitatea de Arhitectură și Urbanism „Ion Mincu”
71. Universitatea Națională de Arte din București
72. ✝ Pascal Bentoiu
73. Mitropolitul Andrei al Clujului
74. Profesorul Dan Mircea Enescu
75. Comitetul Olimpic și Sportiv Român
76. Casa de Economii și Consemnațiuni
Anul 2015
77. Teatrul Național Iași
78. Teatrul Național București
79. Teatrul Național Cluj
80. Universitatea Alexandru Ioan Cuza din Iași
81. Universitatea Babeș-Bolyai din Cluj-Napoca
82. Filarmonica George Enescu din București
83. ✝ Valeria Seciu
84. Domnul Nicolae Rațiu
Anul 2016
85. Domnul Mircea Cărtărescu
86. ✝ Șerban Papacostea
87. Mitropolitul Iosif al Europei Occidentale și Meridionale
88. Domnul Vasile Moldoveanu
89. Societatea Națională de Cruce Roșie din România
90. Domnul Vladimir Cosma (Franța)
91. Domnul Sabin Pautza
Anul 2018
92. Domnul Stelian Tănase
93. Domnul Ștefan Câlția
94. ✝ Domnul Sorin Dumitrescu
95. Academicianul Bogdan Simionescu
96. Colegiul Național Sfântul Sava din București
97. Banca Națională a României
98. Arhiepiscopul Miguel Maury Buendía, Nunțiul Apostolic (Vatican)
99. Profesorul Sorin Cîmpeanu
100. ✝ Sanda Manu
101. Ambasadorul Hans George Klemm (SUA)
Anul 2019
101. Universitatea Națională de Apărare Carol I din București
102. Universitatea Națională de Muzică din București
103. Universitatea de Medicină și Farmacie din Iași
104. Doamna Iulia Scântei
Anul 2020
105. Domnul Laurențiu Ștefan
106. Teatrul Național din Craiova
107. Profesorul Sergiu Nistor
Anul 2023
108. Doamna Sandra Pralong
109. Domnul Dumitru Prunariu
110. Municipiul Timișoara
Anul 2024
111. Universitatea de Științe Agricole și Medicină Veterinară Cluj-Napoca
112. Universitatea de Științele Vieții Iași
113. Domnul Horia Ciorcilă
114. Domnul Stéphane Bern (Franța)
Anul 2025
115. Doamna Nora Iuga
116. Domnul Stere Gulea